# Июльский ультиматум
Ию́льский ультима́тум — ультимативное требование, выдвинутое Сербии со стороны Австро-Венгрии 23 июля 1914 года после убийства эрцгерцога Фердинанда и его супруги 28 июня 1914 года. Ультиматум оказался не выполнен и послужил в качестве casus belli для начала Первой мировой войны.

## Требования ультиматума
1. Запретить издания, пропагандирующие ненависть к Австро-Венгрии и нарушение её территориальной целостности.
2. Закрыть общество «Народная оборона» и все другие союзы и организации, ведущие пропаганду против Австро-Венгрии.
3. Исключить антиавстрийскую пропаганду из народного образования.
4. Уволить с военной и государственной службы всех офицеров и чиновников, которые занимаются антиавстрийской пропагандой.
5. Допустить к работе на территории Сербии государственные службы Австро-Венгерской империи для прекращения любой антиавстрийской деятельности.
6. Провести расследование против каждого из участников Сараевского убийства с участием в расследовании австрийского правительства.
7. Арестовать майора Воислава Танкосича и Милана Цигановича, причастных к Сараевскому убийству.
8. Принять эффективные меры для предотвращения контрабанды оружия и взрывчатки в Австрию, арестовать пограничников, которые помогли убийцам пересечь границу.
9. Дать объяснения насчёт враждебных к Австро-Венгрии высказываний сербских чиновников в период после убийства.
10. Без промедлений информировать австрийское правительство о мерах, принятых согласно предыдущим пунктам.

## Итог
Из десяти пунктов ультиматума Сербией были приняты все, кроме 6-го.